# Nueva Armenia
Nueva Armenia es un municipio del departamento de Francisco Morazán en la República de Honduras.

## Toponimia
Según la tradición oral de los pobladores armenios, hubo un sacerdote católico, que en su peregrinación por la zona, comentaba que el pueblo era muy parecido a su país natal: Armenia en el viejo continente. De allí comenzó a decirse la "Nueva Armenia" 

Límite
| Orientación | Límite                                           |
| ----------- | ------------------------------------------------ |
| Norte       | Municipio de San Buenaventura, Francisco Morazán |
| Sur         | Municipio de San Isidro, Choluteca               |
| Sur         | Municipio de Soledad, El Paraíso                 |
| Este        | Municipio de Texiguat, El Paraíso                |
| Este        | Municipio de Yauyupe, El Paraíso                 |
| Este        | Municipio de Maraita, Francisco Morazán          |
| Oeste       | Municipio de Sabanagrande, Francisco Morazán     |

## Historia
Acerca de su fundación solo se sabe era la Aldea del Valle del Coyolar de Sabanagrande.
En 1856 (2 de enero), fue erigido en municipio, desde entonces se denomina Nueva Armenia. Se nombró la primera municipalidad.
En 1879 (15 de noviembre), queda como auxiliar al de San Buenaventura.
No se sabe cuándo le dieron de nuevo la categoría de municipio porque en la División Política Territorial de 1889 era uno de los municipios del Distrito de Sabanagrande.
El documento que lo declara como Nueva Armenia fue otorgado directamente por la corona española

## División Política
Aldeas: 7 (2013)
Caseríos: 57 (2013)
| Código | Aldea                                  |
| ------ | -------------------------------------- |
| 081201 | Nueva Armenia (cabecera del municipio) |
| 081202 | Adurasta                               |
| 081203 | Barajana                               |
| 081204 | Cuesta Chiquita                        |
| 081205 | El Platanar o Platanal                 |
| 081206 | Las Piñuelas                           |
| 081207 | Salalica                               |